# Oeneis unipupillata
Oeneis unipupillata är en fjärilsart som beskrevs av Sheldon 1912. Oeneis unipupillata ingår i släktet Oeneis och familjen praktfjärilar. Inga underarter finns listade i Catalogue of Life.